# Кафферти, Бернард
Бернард Кафферти (англ. Bernard Cafferty; род. 27 июня 1934 года, Блэкберн) — британский шахматист, шахматный журналист и литератор.

## Биография и шахматные достижения
Кафферти выиграл юношеский чемпионат Великобритании 1954 года и участвовал во всех чемпионатах страны с 1957 по 1971 годы. Его высшим достижением был делёж второго места в 1964 году позади Майкла Хейгарта. В 1960 году он выиграл чемпионат страны по переписке. В составе сборной Великобритании Кафферти участвовал в двух шахматных олимпиадах по переписке: 5-й (1965—1968) и 7-й (1972—1976), во второй из них его команда заняла 3-е место.
В 1960-х годах Кафферти работал преподавателем математики и русского языка в Бирмингеме. В 1968 году решил профессионально заниматься шахматами. В течение примерно десяти лет Кафферти зарабатывал написанием шахматных книг и переводами шахматной литературы с русского языка. Среди наиболее известных его переводов на английский — «Тайны мышления шахматиста» А. Котова и «К достижению цели» М. Ботвинника.
В 1981 году Кафферти занял пост главного редактора старейшего шахматного журнала «Бритиш чесс мэгэзин». В 1991 году он оставил пост, но продолжил регулярно публиковаться в журнале. С 1983 по 1997 годы Кафферти также вёл шахматную колонку в Sunday Times.